# The wound-dresser
The wound-dresser is een compositie van John Adams.
Adams liet zich voor dit werk in de vorm van een lied inspireren door het gedicht The woud-dresser van Walt Whitman. Die tekst begint met een terugblik waarin aan de verteller (Whitman zelf) over zijn ervaringen tijdens de Amerikaanse Burgeroorlog. In die oorlog was Whitman vrijwilliger, die gewonde soldaten (waaronder zijn broer) op hun gemak stelde, gesprekken voerde, brieven schreef, verzorgde en verpleegde. Adams liet de inleiding weg waardoor de luisteraar zich meteen in het veldhospitaal bevindt. De oorlog is ook via de trompet vertegenwoordigd, de trompet wordt in de klassieke muziek wel vaker gebruikt als herinnering aan het slagveld.
The woud-dresser kwam in een tijd dat Adams’ vader op sterven lag en Adams' moeder hem moest begeleiden in een periode van Ziekte van Alzheimer. Anderen wezen op de tijden dat er nog geen geneesmiddel was tegen Aids waardoor slachtoffers van die ziekte ook bovengemiddelde begeleiding nodig hadden. Bovendien verwees Adams met het werk naar alle op dat moment gaande oorlogen, maar vooral ook naar de zorg die medemensen aan zieken geven/gaven waar ook ter wereld.
Het werk beleefde haar wereldpremière op 24 februari 1989, de opdrachtgevers en uitvoerenden waren bariton Sanford Sylvan en het Saint Paul Chamber Orchestra, alles onder leiding van de componist. Die combinatie legde het ook direct vast voor Nonesuch.
Adams lichtte bij de opname toe, dat The wound-dresser de tegenhanger vormt voor Fearful symmetries. The wound-dresser laat nauwelijks kenmerken horen van minimalistische muziek (kreeg genre-aanduiding Postminimalisme) daar waar Fearfull symmetries die basisstijl nauwelijks loslaat.
Van het werk zijn meerdere opnamen beschikbaar, waaronder ook nog die van Sylvan. 
Orkestratie:
- bariton
- 2 dwarsfluiten ( II ook piccolo), 2 hobo’s, 1 althobo, 2 klarinetten (II ook basklarinet), 2 fagotten
- 2 hoorn, 2 trompeten
- geen pauken en/of percussie; wel een sampler met elektronische componenten
- violen, altviolen, celli en contrabassen

Boosey & Hawkes kondigde begin januari 2025 de wereldpremière aan van een uitvoering in het Fins in augustus, uit te voeren door het Fins Radiosymfonieorkest onder leiding van Susanna Mälkki met bariton Ville Rusanen. 